# Dipsacus sylvestris
Dipsacus sylvestris är en tvåhjärtbladig växtart som beskrevs av William Hudson. Dipsacus sylvestris ingår i släktet kardväddar, och familjen Dipsacaceae. Inga underarter finns listade i Catalogue of Life.

## Bildgalleri

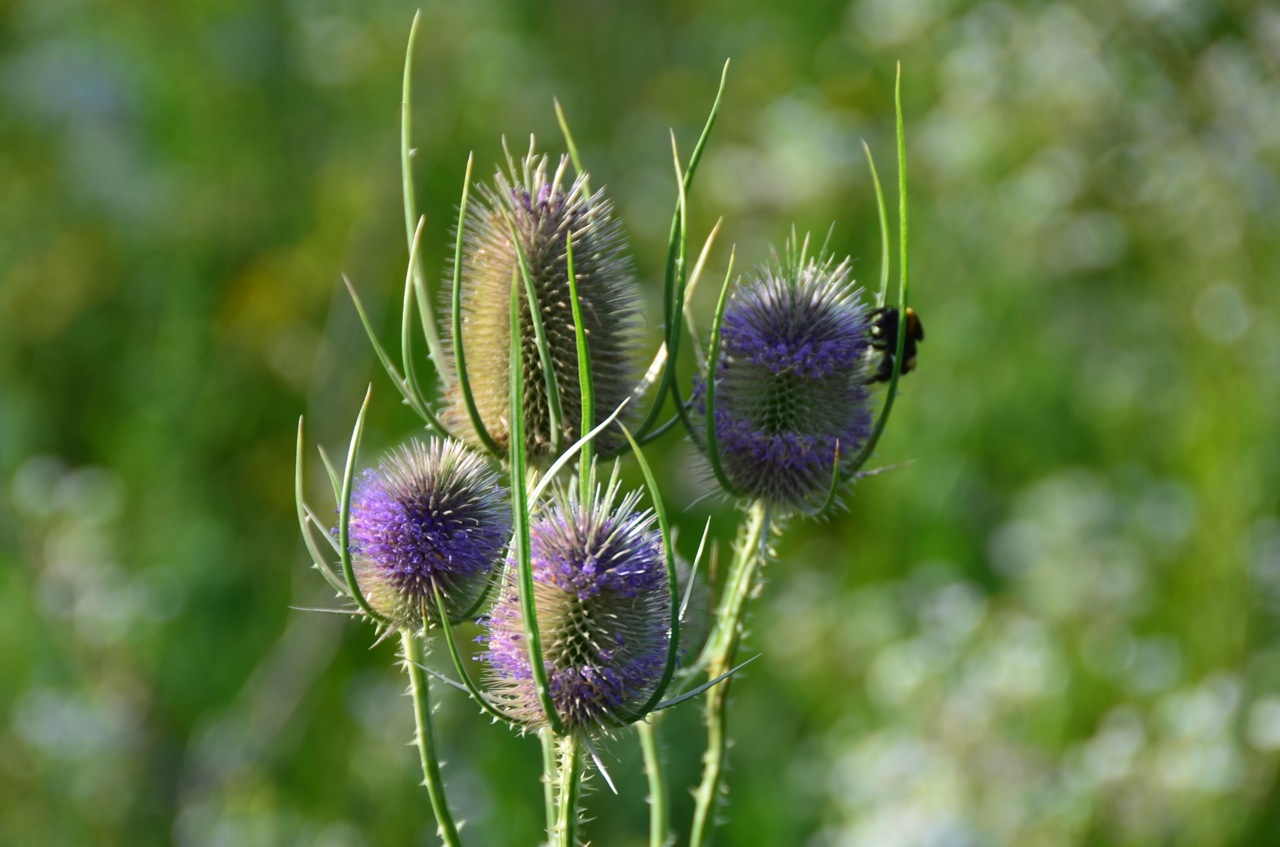
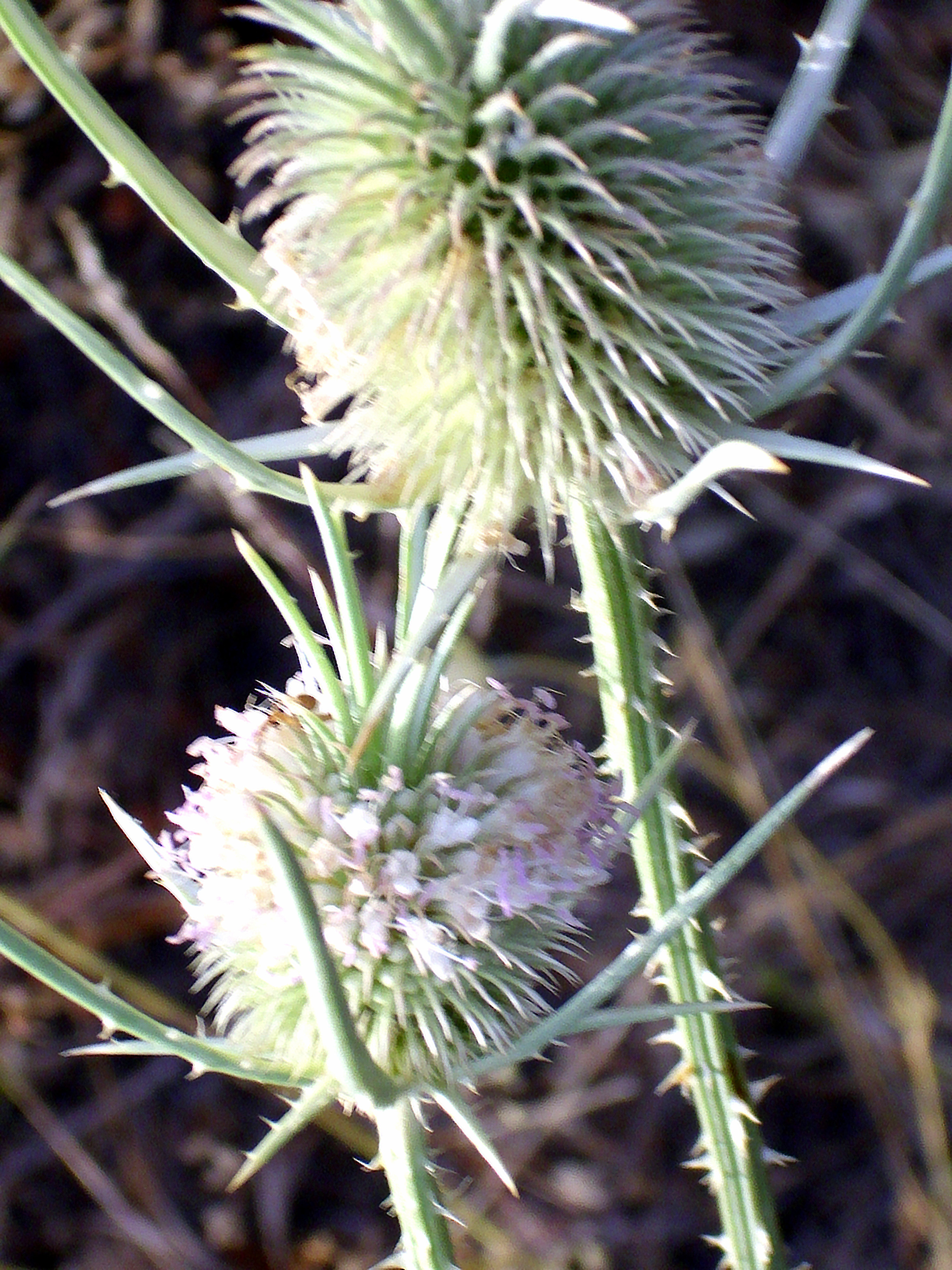
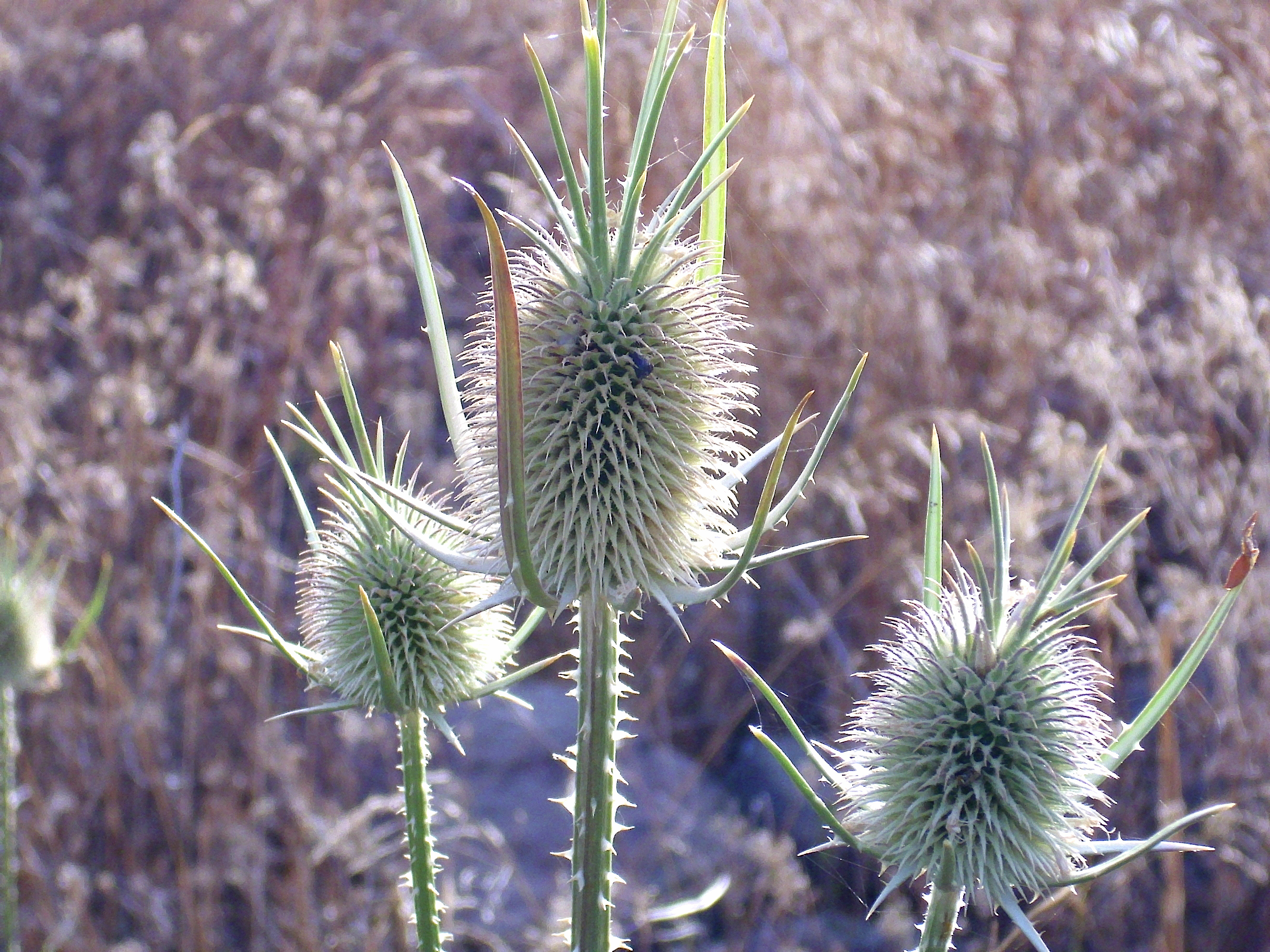
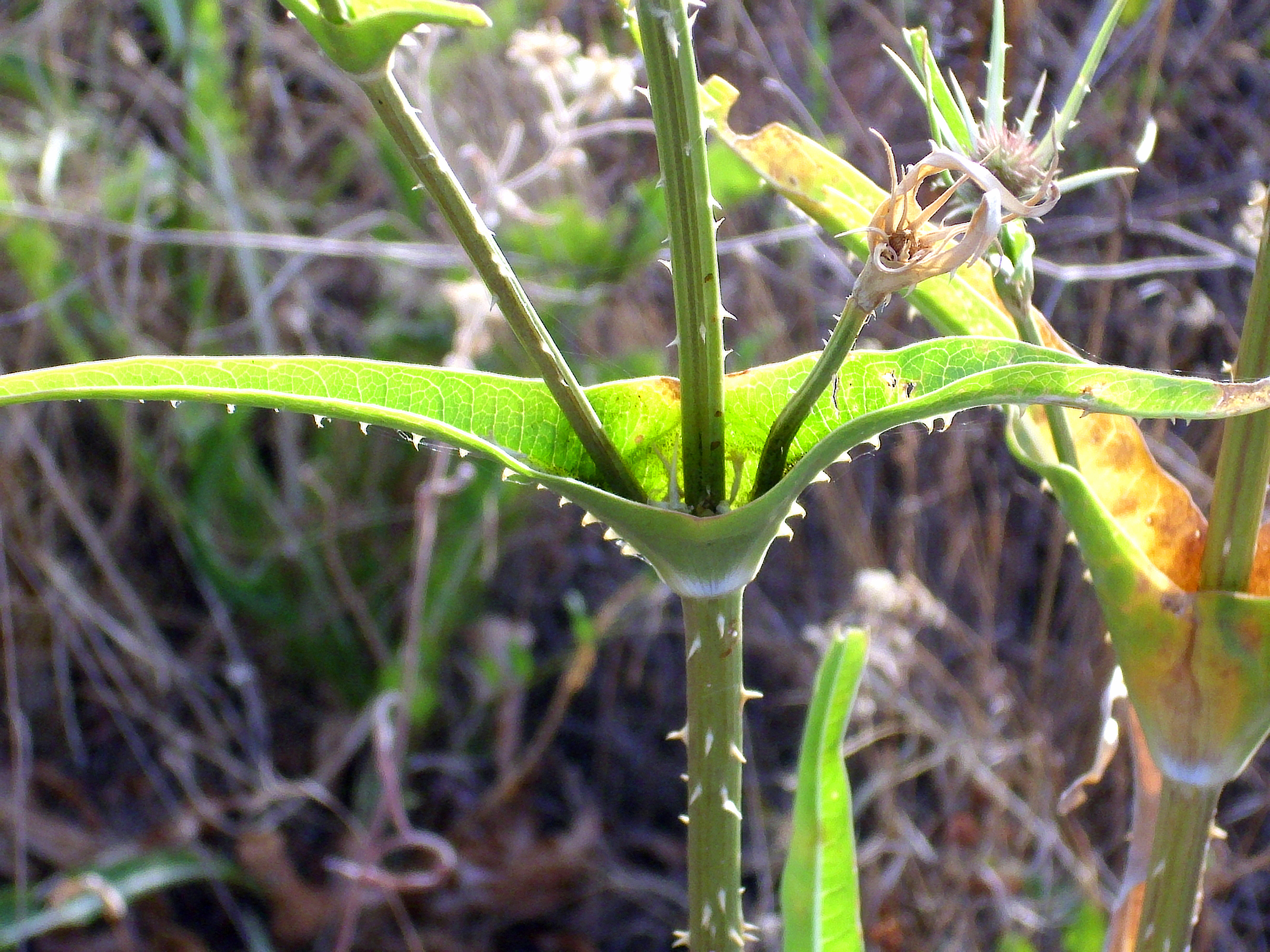
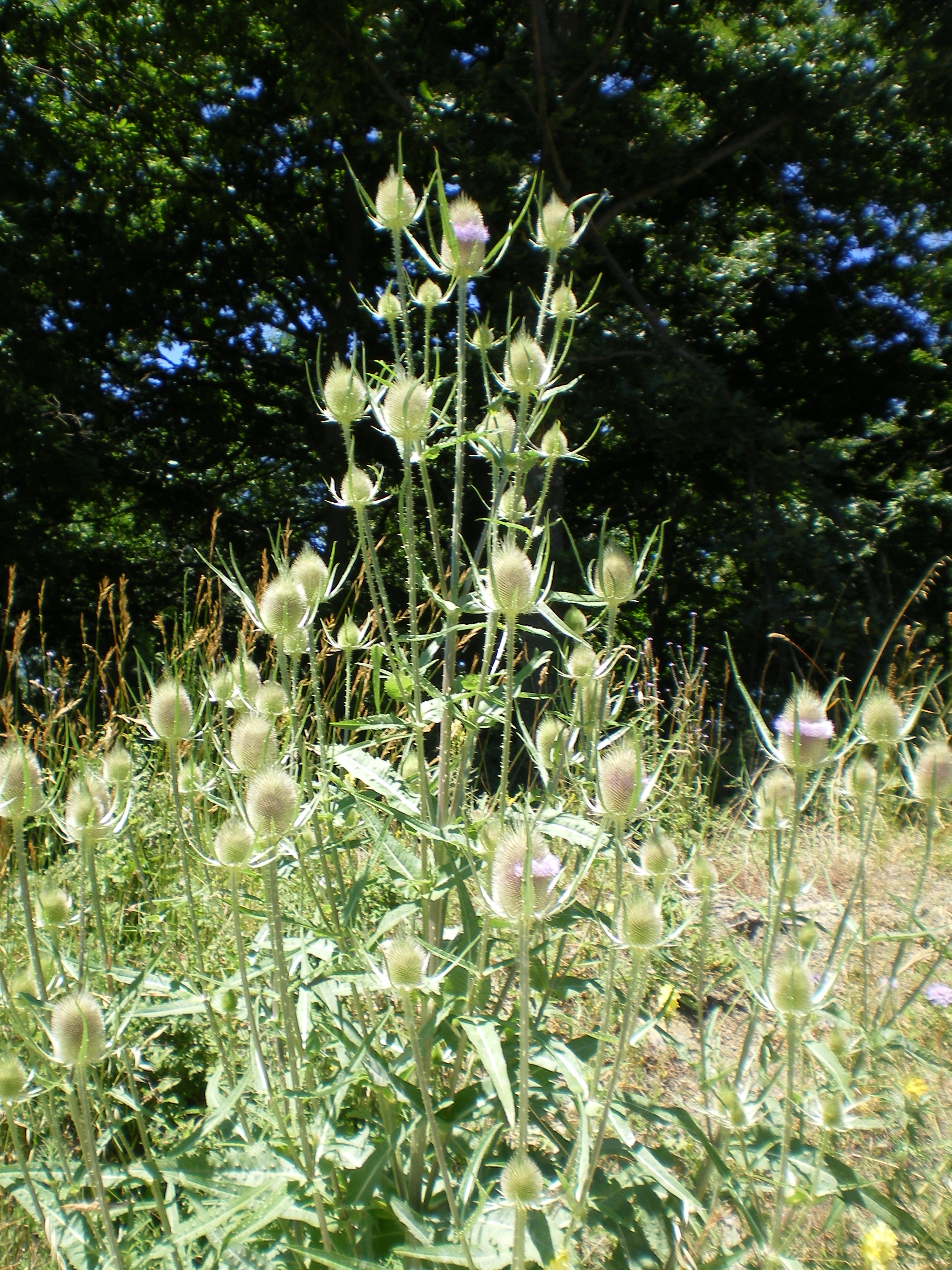
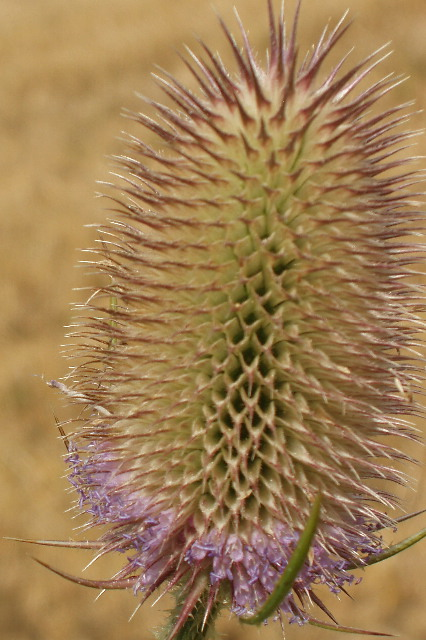